# Ostatnia rodzina

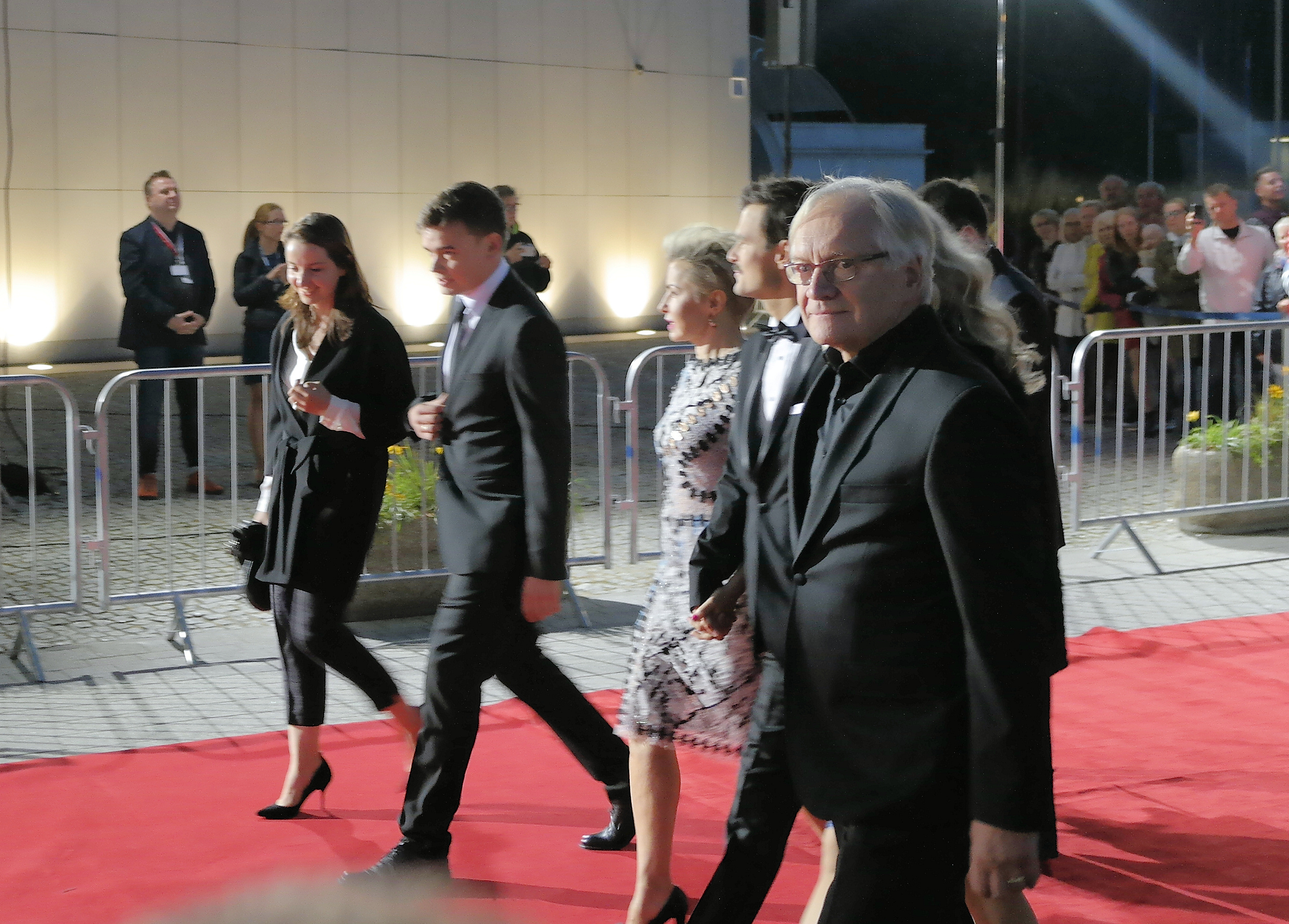
Konieczna, Seweryn, Matuszyński, Ogrodnik na Czerwonym Dywanie przed zakończeniem Festiwalu Filmowego w Gdyni 2016

Ostatnia rodzina – polski film biograficzny z 2016 roku w reżyserii Jana P. Matuszyńskiego, według scenariusza Roberta Bolesty opartego na losach Zdzisława, Tomasza i Zofii Beksińskich, z Andrzejem Sewerynem, Dawidem Ogrodnikiem i Aleksandrą Konieczną w rolach głównych. Film ukazuje losy rodziny Beksińskich w latach 1977–2005, do momentu morderstwa popełnionego na Zdzisławie w jego własnym mieszkaniu.
Ostatnia rodzina powstała w studiu Aurum Film. Scenografię imitującą mieszkanie rodziny Beksińskich opracowała Jagna Janicka, natomiast zdjęcia do filmu – naśladujące prywatne nagrania z archiwum rodziny – nakręcił Kacper Fertacz. Film Matuszyńskiego i Bolesty dofinansowały Polski Instytut Sztuki Filmowej oraz Mazowiecki i Warszawski Fundusz Filmowy.
Ostatnia rodzina została przeważnie pozytywnie oceniona przez krytyków, którzy doceniali grę aktorską oraz zaakcentowanie zwyczajności życia Beksińskich, dla której makabryczne malarstwo Zdzisława Beksińskiego jest w filmie jedynie tłem. Ostatnia rodzina została nagrodzona Złotymi Lwami na Festiwalu Polskich Filmów Fabularnych oraz Polską Nagrodą Filmową za najlepszy scenariusz; z uznaniem spotkały się również wielokrotnie nagradzane role Seweryna (nagroda na Międzynarodowym Festiwalu Filmowym w Locarno) oraz Koniecznej.

## Fabuła
Film opowiada o losach rodziny Beksińskich. Akcja filmu rozpoczyna się w 1977 roku, gdy Tomasz Beksiński wprowadza się do mieszkania w Warszawie, niedaleko swoich rodziców, na tym samym osiedlu. Malarz mieszka ze swoją żoną Zosią oraz ich matkami. Relacje między poszczególnymi bohaterami są intensywne i burzliwe. Zdzisław Beksiński to jeden z najbardziej charakterystycznych polskich malarzy XX wieku, tworzący obrazy fantastyczne, pełne grozy oraz tajemniczych treści. Słynął on również z inteligencji, poczucia humoru oraz zamiłowania do nowych technologii. Jego syn Tomasz Beksiński był dziennikarzem muzycznym, prezenterem radiowym oraz tłumaczem filmowym. Tomek był neurotyczny i impulsywny, próbował popełnić samobójstwo kilka razy. Zofia Beksińska, żona malarza i matka Tomka, zajmowała się domem, była elementem łączącym w tej całej historii, trzymała rodzinę razem, zawsze martwiła się o syna. Losy trójki bohaterów zostały przedstawione jako uniwersalny portret rodziny, ukazujący wszystkie jej cierpienia, wzloty, upadki, problemy, ale też miłość i troskę.

## Obsada
- Andrzej Seweryn jako Zdzisław Beksiński
- Dawid Ogrodnik jako Tomasz Beksiński, syn Zdzisława
- Aleksandra Konieczna jako Zofia Beksińska, żona Zdzisława
- Andrzej Chyra jako Piotr Dmochowski, marszand Beksińskiego
- Zofia Perczyńska jako Stanisława Beksińska, matka Zdzisława
- Danuta Nagórna jako Stanisława Stankiewicz, matka Zofii
- Marek Niedźwiecki – on sam (głos na antenie Polskiego Radia Programu III)
- Wojciech Jagielski – on sam (nagranie archiwalne audycji Wieczór z Wampirem w RTL 7)

## Produkcja
Pomysł na film Ostatnia rodzina wyszedł od Roberta Bolesty, który napisał scenariusz (w zamierzeniu dla pełnometrażowego filmu fabularnego), opowiadający o ostatnich 28 latach życia rodziny Beksińskich w Warszawie (1977–2005). Reżyser filmu Jan P. Matuszyński przyznał, że dowiedział się o tymże scenariuszu z informacji zawartej w biogramie Zdzisława Beksińskiego w polskiej Wikipedii, po czym podjął kroki w celu jego realizacji filmowej. Współpracę z Matuszyńskim i Bolestą zaoferował operator Kacper Fertacz. Trio Matuszyński – Bolesto – Fertacz zdecydowało, że przyjmie konwencję realistyczną, wzorując się na estetyce materiałów z prywatnego archiwum Beksińskich. Przyjęło również, że każda scena będzie kręcona w jednym ujęciu.
W castingu na rolę Zofii Beksińskiej wyłoniona została Aleksandra Konieczna, natomiast w roli Tomasza reżyser obsadził Dawida Ogrodnika. Największym wyzwaniem był wybór aktora odpowiedniego do roli Zdzisława Beksińskiego. Matuszyński od początku planował, że tę rolę zagra Andrzej Seweryn, aby film miał walory komercyjne: „Frontlinerem całego projektu nie mógł być aktor bez nazwiska”. Koordynacji projektu sprzyjał pion scenograficzny na czele z Jagną Janicką, która przygotowała modele mieszkania do wybudowania w hali zdjęciowej. Montażysta Przemysław Chruścielewski połączył opracowane storyboardy z dźwiękowymi nagraniami z prób czytanych całego scenariusza z aktorami. Kilka miesięcy po etapie prac wstępnych twórcy filmu mogli przystąpić do realizacji scen zgodnie z pierwotnym projektem.
Część ujęć do Ostatniej rodziny powstała z użyciem tej samej technologii, której używał Zdzisław Beksiński przy nagrywaniu swojej rodziny, a więc kamer VHS, zakupionych w serwisach aukcyjnych. Baterie do tychże kamer były dorabiane na zamówienie, a ujęcia filmowane w technologii VHS – dublowane z kręconymi na kamerach cyfrowych. Sceny realizowane w mieszkaniach wykorzystywały obraz rzucany z projektorów, które imitowały krajobraz zza okien.

## Odbiór
Ostatnia rodzina spotkała się z pozytywnymi ocenami polskich krytyków. Jakub Popielecki z portalu Filmweb stwierdził, iż film Matuszyńskiego „pokazuje, że za każdym surrealistycznym krajobrazem i każdą gotycką maskaradą czai się zwykła codzienność – kto wie, czy nie bardziej przerażająca”. Zdaniem Tomasza Rachwalda z „Kultury Liberalnej”: „Makabryczne i niepokojące malarstwo Zdzisława Beksińskiego jest w Ostatniej rodzinie bohaterem trzecioplanowym, mówi się o nim jako o źródle utrzymania rodziny, jako o codziennym zajęciu ojca, elemencie dekoracyjnym ścian w mieszkaniu Tomka”. Tadeusz Sobolewski z „Gazety Wyborczej” akcentował terapeutyczną rolę malarstwa w przełamywaniu przez Zdzisława Beksińskiego lęku przed śmiercią: „Ojciec swój lęk przed nieistnieniem wyraża w produkowanych regularnie obrazach. Nie oglądamy jednak, jak to bywa w filmach o artystach, narodzin obrazu, nie widzimy pociągnięć pędzla”. Zwyczajna sublimacja popędu śmierci u Zdzisława, zdaniem Sobolewskiego, kontrastuje z destrukcyjnym zachowaniem Tomasza: „Tomek jest pozbawiony tego, co przynosi ratunek jego ojcu […] Tomek mówi o swoim bólu, o przyczynach samotności, o niemożności stałego związku z kobietą, o podstawowej nieumiejętności życia”. Marcin Cichoński z portalu Dziennik.pl również przekonywał, że „nie o wielkich osiągnięciach to obraz”, lecz o zwyczajnym życiu naznaczonym cierpieniem, „z którym twórczo należy coś zrobić”.
Z pochwałami spotkała się gra aktorów. Zdaniem Łukasza Adamskiego z portalu wPolityce.pl „Andrzej Seweryn nie zagrał Zdzisława. On przeistoczył się w swoją postać”; Popielecki twierdził, że Seweryn „jest z jednej strony komicznie przerysowany […], a z drugiej – pozostaje skupiony, wyciszony, hipnotyzujący, co uderza zwłaszcza w momentach milczącej zadumy Zdzisława”. Chwalono też kreację aktorską Ogrodnika. Sobolewski przekonywał, iż interpretowany przezeń Tomasz „przypomina bohatera horrorów. Są w nim doktor Jekyll i pan Hyde”, a zdaniem Cichońskiego to właśnie postać Tomka „wyznacza tempo filmu, jego temperaturę”. Mniej entuzjazmu wykazywał Rachwald, twierdząc, że Ogrodnik w przerysowaniu swej roli „niestety posuwa się […] za daleko”.
Nieprzychylne opinie o filmie wyraziły osoby znające rodzinę Beksińskich, zarówno z okresu życia w Sanoku, jak i w Warszawie. Biograf Tomasza Beksińskiego, Wiesław Weiss uznał dzieło za „film nieuczciwy i nikczemny”, stwierdzając z całą mocą, że „nigdy nie widział takiego Tomka, jakiego pokazali scenarzysta, reżyser i odtwórca jego roli”. Wyraził on sprzeciw wobec sposobu portretowania postaci przez Ogrodnika: „Tomek nie wyrzucał telewizorów przez okno, nie rozwalał szafek kuchennych, nie rozbijał butelek o ściany. […] Tomek nie był świrem i półgłówkiem, a taką postać wymyślili panowie Bolesto, Matuszyński oraz Ogrodnik i nazwali ją Tomasz Beksiński”. Z opinią Weissa zgodziła się filmoznawczyni Agnieszka Tambor, twierdząc, iż filmowa postać Tomasza Beksińskiego to „interpretacja daleko posunięta i być może rzeczywiście nie do końca prawomocna”. Z kolei przyjaciółka Tomasza Beksińskiego, Aneta Awtoniuk, stwierdziła, że jej zdaniem „nie jest to film o rodzinie Beksińskich”; według niej Beksińscy zostali przedstawieni w filmie jako „rodzina przygłupów”, zaś ich relacje zostały ukazane jako „totalnie patologiczne, zaburzone”. Krytyczne uwagi wobec fabuły filmu miał także dyrektor Muzeum Historycznego w Sanoku oraz jednocześnie znajomy i wykonawca ostatniej woli Zdzisława Beksińskiego, Wiesław Banach, według którego zasadniczo nie powinien powstać żaden film fabularny o Beksińskich. Negatywne zdanie o efekcie produkcji wyraziła Liliana Śnieg-Czaplewska w tygodniku „Przegląd”, która przede wszystkim skrytykowała oficjalne określenie filmu przez twórców jako „historii prawdziwej”.
Według Stowarzyszenia Filmowców Polskich Ostatnią rodzinę obejrzało w kinach około 504 tysięcy widzów, co umiejscawiało film Matuszyńskiego i Bolesty na 29. miejscu w rankingu 50 najbardziej kasowych filmów 2016 roku.

## Nagrody
| Rok  | Festiwal                                                            | Nagroda                                                                     | Odbiorca                                            |
| ---- | ------------------------------------------------------------------- | --------------------------------------------------------------------------- | --------------------------------------------------- |
| 2016 | Międzynarodowy Festiwal Filmowy w Locarno                           | Nagroda za najlepszą rolę męską                                             | Andrzej Seweryn                                     |
| 2016 | Festiwal Polskich Filmów Fabularnych                                | Złote Lwy                                                                   | Jan P. Matuszyński                                  |
| 2016 | Festiwal Polskich Filmów Fabularnych                                | Nagroda za pierwszoplanową rolę kobiecą                                     | Aleksandra Konieczna                                |
| 2016 | Festiwal Polskich Filmów Fabularnych                                | Nagroda za pierwszoplanową rolę męską                                       | Andrzej Seweryn                                     |
| 2016 | Festiwal Polskich Filmów Fabularnych                                | Nagroda Publiczności                                                        | Jan P. Matuszyński                                  |
| 2016 | Festiwal Polskich Filmów Fabularnych                                | Nagroda Dziennikarzy                                                        | Jan P. Matuszyński                                  |
| 2016 | Festiwal Polskich Filmów Fabularnych                                | Nagroda Onetu                                                               | Andrzej Seweryn Aleksandra Konieczna Dawid Ogrodnik |
| 2016 | Festiwal Polskich Filmów Fabularnych                                | Kryształowa Gwiazda Elle                                                    | Jan P. Matuszyński                                  |
| 2016 | Festiwal Polskich Filmów Fabularnych                                | Złoty Kangur, nagroda australijskich dystrybutorów                          | Jan P. Matuszyński                                  |
| 2016 | CentEast Market Warsaw                                              | Nagroda Polskiego Instytutu Sztuki Filmowej dla najlepszego polskiego filmu | Jan P. Matuszyński                                  |
| 2016 | Międzynarodowy Festiwal Filmowy „Tofifest” w Toruniu                | „Złoty Anioł” w konkursie filmów polskich „From Poland”                     | Jan P. Matuszyński                                  |
| 2016 | Międzynarodowy Festiwal Filmowy w Chicago                           | Nagroda za zdjęcia                                                          | Kacper Fertacz                                      |
| 2016 | Międzynarodowy Festiwal Filmowy w Chicago                           | Nagroda za scenografię                                                      | Jagna Janicka                                       |
| 2016 | Międzynarodowy Festiwal Filmowy „Mołodist” w Kijowie                | Grand Prix                                                                  | Jan P. Matuszyński                                  |
| 2016 | Festiwal Młodego Kina Wschodnioeuropejskiego w Cottbus              | Nagroda za debiut                                                           | Jan P. Matuszyński                                  |
| 2016 | Festiwal Młodego Kina Wschodnioeuropejskiego w Cottbus              | Nagroda aktorska                                                            | Dawid Ogrodnik                                      |
| 2016 | Denver Film Festival                                                | Nagroda im. Krzysztofa Kieślowskiego                                        | Jan P. Matuszyński                                  |
| 2016 | Lisbon & Estoril Film Festival                                      | Nagroda “Jaeger-LeCoultre” dla najlepszego filmu                            | Jan P. Matuszyński                                  |
| 2016 | Międzynarodowy Festiwal Sztuki Autorów Zdjęć Filmowych „Camerimage” | Nagroda Główna w Konkursie Filmów Polskich                                  | Kacper Fertacz Jan P. Matuszyński                   |
| 2016 | Festiwal „KinoPolska” w Paryżu                                      | Nagroda Główna                                                              | Jan P. Matuszyński                                  |
| 2016 | Festiwal Filmu Polskiego w Ameryce                                  | Nagroda Specjalna Jury                                                      | Jan P. Matuszyński                                  |
| 2016 | Forum Kina Europejskiego „Cinergia” w Łodzi                         | Nagroda Specjalna                                                           | Andrzej Seweryn                                     |
| 2016 | Tygodnik „Polityka”                                                 | Paszport „Polityki”                                                         | Jan P. Matuszyński                                  |
| 2016 | Festiwal Polskich Filmów „Ekran” w Toronto                          | Nagroda Publiczności                                                        | Jan P. Matuszyński                                  |
| 2017 | Koło Piśmiennictwa Filmowego Stowarzyszenia Filmowców Polskich      | Złota Taśma                                                                 | Jan P. Matuszyński                                  |
| 2017 | Ogólnopolski Festiwal Sztuki Filmowej „Prowincjonalia”              | Nagroda Główna „Jańcio Wodnik” za najlepszy film fabularny                  | Jan P. Matuszyński                                  |
| 2017 | Ogólnopolski Festiwal Sztuki Filmowej „Prowincjonalia”              | „Jańcio Wodnik” za najlepszą rolę męską                                     | Andrzej Seweryn                                     |
| 2017 | Polska Akademia Filmowa                                             | Najlepszy scenariusz                                                        | Robert Bolesto                                      |
| 2017 | Polska Akademia Filmowa                                             | Najlepsza główna rola kobieca                                               | Aleksandra Konieczna                                |
| 2017 | Polska Akademia Filmowa                                             | Najlepsza główna rola męska                                                 | Andrzej Seweryn                                     |
| 2017 | Polska Akademia Filmowa                                             | Odkrycie roku                                                               | Jan P. Matuszyński                                  |
| 2017 | Międzynarodowy Festiwal Filmowy „Kino pavasaris”                    | Nagroda Główna w konkursie „New Europe – New Names”                         | Jan P. Matuszyński                                  |
| 2017 | Tarnowska Nagroda Filmowa                                           | Nagroda Publiczności                                                        | Jan P. Matuszyński                                  |
| 2017 | Międzynarodowy Festiwal Kina Niezależnego „Off Camera”              | Krakowska Nagroda Filmowa w Konkursie Głównym „Wytyczanie drogi”            | Jan P. Matuszyński                                  |
| 2017 | Międzynarodowy Festiwal Kina Niezależnego „Off Camera”              | Nagroda Publiczności                                                        | Jan P. Matuszyński                                  |
| 2017 | The New York Polish Film Festival                                   | Nagroda im. Elżbiety Czyżewskiej dla najlepszego aktora                     | Andrzej Seweryn                                     |
| 2017 | Festiwal Filmów Polskich „Wisła” w Moskwie                          | Nagroda Specjalna                                                           | Jan P. Matuszyński                                  |
| 2017 | Koszaliński Festiwal Debiutów Filmowych „Młodzi i Film”             | Nagroda im. Stanisława Różewicza za reżyserię                               | Jan P. Matuszyński                                  |
| 2017 | Koszaliński Festiwal Debiutów Filmowych „Młodzi i Film”             | Nagroda za rolę kobiecą                                                     | Aleksandra Konieczna                                |
| 2017 | Koszaliński Festiwal Debiutów Filmowych „Młodzi i Film”             | Nagroda Publiczności                                                        | Jan P. Matuszyński                                  |
| 2017 | Europejski Festiwal Filmowy w Paliciu                               | Wyróżnienie Specjalne Jury                                                  | Jan P. Matuszyński                                  |
| 2017 | Festiwal Filmowy „Bluebox” w Olsztynie                              | Nagroda Główna „Bluebox”                                                    | Lightcraft                                          |
| 2019 | Państwowa Wyższa Szkoła Filmowa, Telewizyjna i Teatralna w Łodzi    | Nagroda im. Andrzeja Munka                                                  | Jan P. Matuszyński                                  |